# Bentley University
Bentley University – wyższa szkoła biznesu założona w 1917 przez Harry Bentleya w USA, od 1968 mieszcząca się przy Forest Street 175 w Waltham, w stanie Massachusetts, około 18 kilometrów na zachód od Bostonu.

## Sport
Uczelnia należy do NCAA Division II, a ściślej do Northeast Ten Conference. Jej drużyny występują w tych rozgrywkach pod nazwą Bentley Falcons.